# East Lothian
East Lothian [ˌiːstˈləʊðjən] (gälisch Lodainn an Ear) ist eine von 32 Council Areas in Schottland. Sie grenzt an Edinburgh, Midlothian und Scottish Borders. Der Verwaltungssitz ist in Haddington, die größte Stadt ist allerdings Musselburgh.
East Lothian ist auch eine traditionelle Grafschaft, die bis 1921 unter dem Namen Haddingtonshire bekannt war; als solche grenzt sie an Midlothian im Westen und Berwickshire im Süden.

## Orte
- Aberlady
- Athelstaneford
- Auldhame
- Ballencrieff
- Bolton
- Broxburn
- Cockenzie and Port Seton
- Dirleton
- Drem
- Dunbar
- Drem
- East Fortune
- East Linton
- East Saltoun
- Elphinstone
- Garvald
- Gifford
- Gullane
- Haddington
- Huntington
- Humbie
- Innerwick
- Kingston
- Longniddry
- Macmerry
- Musselburgh
- North Berwick
- Ormiston
- Pencaitland
- Prestonpans
- Spott
- Stenton
- Tranent
- Tyninghame
- Wallyford
- West Barns
- West Saltoun
- Whitecraig
- Whitekirk

## Sehenswürdigkeiten
- Aberlady Bay
- Bass Rock
- Chesters Hill Fort
- Dirleton Castle
- Gullane Bents
- Hopetoun Monument
- Innerwick Castle
- Kernkraftwerk Torness
- Lennoxlove House
- Longniddry Bents
- National Museum of Flight
- Preston Mill
- Scottish Seabird Centre
- Tantallon Castle
- Traprain Law
- Tyninghame House

## Persönlichkeiten
Der Maler Arthur Melville wurde 1858 in einem Dorf in der damaligen Grafschaft Haddingtonshire geboren. Der Legende nach stammt aus der Gegend auch Alexander „Sawney“ Bean.
Die Peerage der Grafschaft trugen die Earls of Haddington, vergleiche George Baillie-Hamilton, 12. Earl of Haddington.